# Kola (sång)
"Kola" är en låt av den finländska rockgruppen The Rasmus (då kända som bara Rasmus) från deras andra album Playboys.
Låten skrevs av de fyra medlemmarna under 1996 och är instrumentalt sett den tyngsta låten från albumet. Den innehåller spår av musikgenrerna punkrock och rapcore. Texten beskriver en person en het sommardag och det enda som kan kyla av honom är en iskall cola (i detta fallet Pepsi).
"Kola" gavs ut som promo-singel i juni 1997 med syftet att sponsra Pepsi-Cola under en period. Detta ser man tydligt på singelns skivomslag där det står "Pepsi Music" och på skivan är den klassiska runda Pepsi-logotypen tryckt. Förutom singeln producerade man även Pepsi-burkar där en bild på bandet prydde brukens design.
Dock kom bandet senare att ångra samarbetet med Pepsi. Lauri Ylönen (sång) förklarade i en intervju från september 2008 att de hade svårare för att säga nej på den tiden. De gick i alla fall med på att spela in låten samt ge ut den som singel och Pepsi gav dem en stor summa pengar för samarbetet. Bandet investerade en stor del av summan i en resa till London där de bland annat spelade sin första konsert utanför Finland.

## Låtlista
CD-singel, Pepsi Music Promo (Juni 1997; Evidence/Warner Music Finland 0630-19291-2)
1. "Kola" – 3:42

## Medverkande
The Rasmus
- Lauri Ylönen – sång
- Eero Heinonen – bas, bakgrundssång
- Pauli Rantasalmi – gitarr, bakgrundssång
- Janne Heiskanen – trummor

Övriga musiker
- Ilkka Hämälinen – turntablism, saxofon, Panda 49, bakgrundssång
- Axel F. – trumpet
- Aleksi Ahoniemi – saxofon
- Matti Lappalainen – trombon
- Abdissa Assefa – slagverk